# Bentinckia
Bentinckia là một chi thực vật có hoa thuộc họ Arecaceae. 
Chi này có các loài sau:
- Bentinckia condapanna
- Bentinckia nicobarica

## Hình ảnh

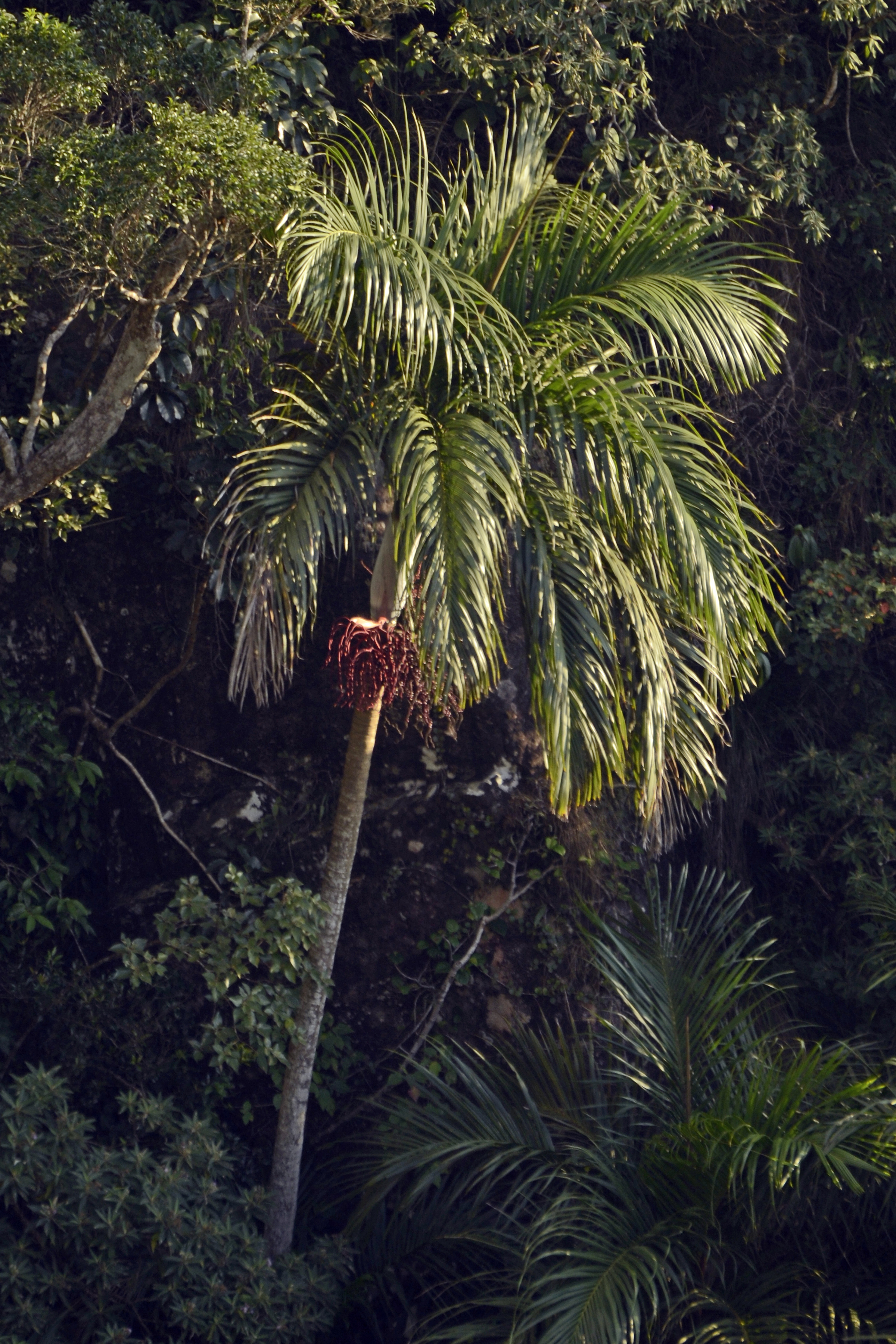
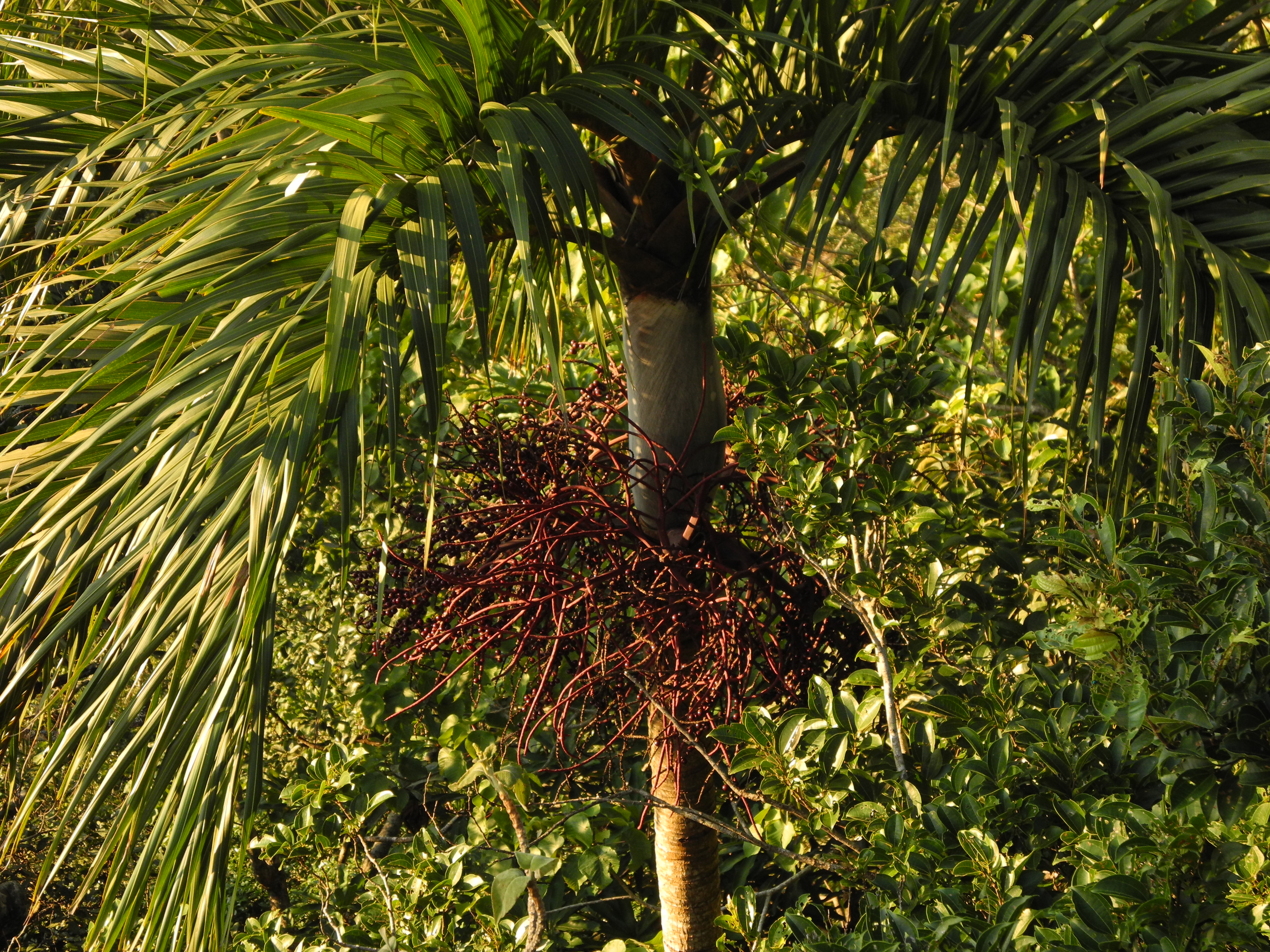